# All That Is Within Me
All That Is Within Me é o sétimo álbum de estúdio da banda MercyMe, lançado a 20 de Novembro de 2007.
O disco vendeu na primeira semana 84 mil cópias.

## Faixas
Todas as faixas por MercyMe, exceto onde anotado.
1. "Goodbye Ordinary" - 4:40
2. "Time Has Come" - 4:28
3. "I Know" - 4:20
4. "God With Us" - 5:52
5. "Sanctified" - 5:15
6. "You Reign" (MercyMe, Steven Curtis Chapman) - 3:50
7. "Grace Tells Another Story" - 3:41
8. "Alright" - 4:52
9. "My Heart Will Fly" - 4:07
10. "Finally Home" - 3:30

| Críticas profissionais                                                      | Críticas profissionais |
| Avaliações da crítica                                                       | Avaliações da crítica  |
| Fonte                                                                       | Avaliação              |
| --------------------------------------------------------------------------- | ---------------------- |
| allmusic                                                                    | [ 3 ]                  |
| Jesus Freak Hideout                                                         | [ 4 ]                  |
| Esta tabela precisa de ser acompanhada por texto em prosa. Consulte o guia. |                        |

## Paradas
| Ano  | Paradas              | Posição |
| ---- | -------------------- | ------- |
| 2007 | Billboard 200        | 15      |
| 2007 | Top Christian Albums | 1       |

## Créditos
- Jim Bryson - Piano, teclados
- Nathan Cochran - Baixo
- Eric Darken - Percussão
- Barry Graul - Guitarra
- Mike Haynes - Trompete
- Bart Millard - Vocal
- Mike Scheuchzer - Guitarra
- Robby Shaffer - Bateria